# Экстази (роман)
Экстази (англ. Ecstasy) — роман шотландского писателя Ирвина Уэлша. Три истории о любви и наркотиках (англ. Three Tales of Chemical Romance):
- Лоррейн едет в Ливингстон: Любовный роман эпохи регентства в стиле рейв.
- И вечно прячется судьба: Любовный роман с корпоративной фармацевтикой.
- Непобедимые: Любовный роман в стиле эйсид-хаус.

## Цитаты
- «Ты никогда не знаешь, когда начнётся твоя шизофрения.»
- «Говорят, смерть убивает человека, но не смерть убивает нас, а скука и безразличие. Мне нужно ещё, Игги Поп.»

## Интересные факты
Американская альтернативная музыкальная группа My Chemical Romance позаимствовала своё название у этой книги. Басист группы Майки Уэй увидел её, когда работал в магазине Barnes and Nobles, Нью-Джерси, США.
Группа Amatory взяла название своего альбома "Вечно прячется судьба" из 2 части книги